# 埃斯特哈希宮殿

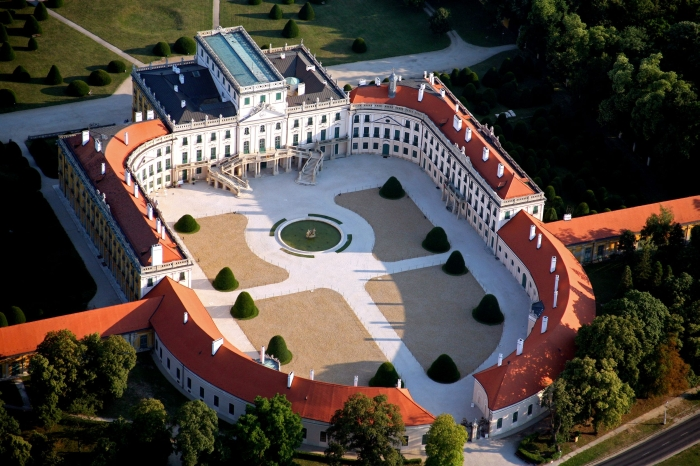
埃斯特哈希宮

埃斯特哈希宮（匈牙利語：Eszterháza）是位於匈牙利城市費爾特德的一座宮殿，由埃施特哈齐家族持有，有「匈牙利的凡爾賽宮」之稱。埃斯特哈希宮是一座洛可可式建築。

## 外部連結
- Official English-language site for Esterházy-kastély is www.esterhazy-palace.com/en/home.html
- On Haydn’s Trail: Eszterháza Palace, by the Historians of Eighteenth-Century Art & Architecture （页面存档备份，存于）

47°37′14″N 16°52′18″E / 47.62056°N 16.87167°E